# Hayat Boumeddiene
Hayat Boumeddiene (Villiers-sur-Marne; 26 de junio de 1988) es una ciudadana francesa de origen argelino, en busca y captura por la policía nacional como presunta cómplice de su esposo Amedy Coulibaly, quien el 8 de enero de 2015 mató a una policía de 26 años en Montrouge e hirió de gravedad a un barrendero. Al día siguiente fue el autor de la toma de rehenes en Porte de Vincennes durante la cual asesinó a cuatro rehenes, todos judíos. Murió en el asalto posterior realizado por la policía.
Según el abogado de Coulibaly, ella era la más radical de las dos. Llegó a Turquía cinco días antes de los ataques, fue descrita por los periódicos como "la mujer más buscada de Francia", y fue rastreada por última vez el 10 de enero de 2015 cuando cruzaba la frontera turca con Siria, en torno a la ciudad de Tell Abyad, en una región controlada por el Estado Islámico.
El 16 de diciembre de 2020, un tribunal francés condenó a Boumeddiene in absentia por financiar el terrorismo y pertenecer a una red criminal terrorista a una pena de 30 años de cárcel.

## Biografía
Nació en Villiers-sur-Marne, una ciudad en la Isla de Francia, cerca de las afueras de París. Nació en el seno de una familia argelina de siete hijos. Su madre murió cuando Boumeddiene tenía 6 años. Posteriormente, ella y algunos de sus seis hermanos fueron llevados a un hogar de acogida. Su padre apenas les visitaba, incluso menos cuando él se volvió a casar teniendo ella 12 años, aunque reconocería más tarde que se reconciliaron. Vivió a caballo entre varios hogares de acogida por su carácter violento y problemático, siendo expulsada de algunos por atacar a los trabajadores sociales. Una fuente de investigación dijo que modificó su apellido en su adolescencia para "hacer que suene más francés".
Boumeddiene trabajaba como cajera en 2009 cuando conoció a Coulibaly en la ciudad de Juvisy-sur-Orge, al sureste de París. Ella perdió su trabajo ese año después de insistir en cubrirse en el trabajo con un nicab de pies a cabeza. Ella y Coulibaly vivían en Bagneux, un suburbio del sur de París, y eran muy religiosos.
En 2010, durante cuatro días de interrogatorio después de que la policía descubriera grandes cantidades de municiones con rifle de asalto en su apartamento, Boumeddiene dijo a los oficiales antiterroristas que veía algunos ataques terroristas como justificables. Les comentó que ella y Coulibaly habían visitado al terrorista yihadista franco-argelino Djamel Beghal "para practicar la ballesta".
La policía también aseguró que Boumeddiene estuvo en constante contacto con la esposa de Chérif Kouachi, autor material del atentado contra la revista Charle Hebdo, incluyéndose como pruebas un registro con más de 500 llamadas entre las dos solo en 2014. Ella y Coulibaly desaparecieron en diciembre de 2014.

## Escape y desaparición
Según las autoridades españolas, Coulibaly la llevó de Francia a Madrid (España) el 31 de diciembre de 2014, y se quedó con ella hasta el 2 de enero de 2015. Según las autoridades turcas, el 2 de enero de 2015, Boumeddiene voló de Madrid a Estambul. Mahdi Sabri Belhoucine, de 23 años de edad, ciudadano francés de origen norteafricano cuyo hermano fue condenado por cargos de terrorismo en 2010 en Francia y estaba encarcelado durante un año en la prisión de Villepinte, tenía un billete junto a Boumeddiene para regresar a Francia, con fecha del 9 de enero, si bien ella nunca llegó a utilizarlo. Debido a su "comportamiento sospechoso", la agencia de inteligencia de Turquía la puso bajo vigilancia, siguiendo sus movimientos durante dos días, escuchando sus conversaciones por teléfono y rastreándolo hasta que salió del país.
Mientras se encontraban en Turquía, los dos se quedaron en un hotel en Estambul en habitaciones contiguas, según el ministro de Relaciones Exteriores de Turquía, Mevlüt Çavuşoğlu. Las autoridades turcas dijeron que ella y Belhoucine salieron de Estambul hacia Sanlıurfa, en el sureste del país y cercano con la frontera con Siria, el 4 de enero. Permanecieron allí cuatro días, tiempo durante el cual Boumeddiene llamó a Francia varias veces.
Se cree que Boumeddiene cruzó la frontera entre Siria y Turquía el 8 de enero, el día en que Coulibaly realizó el primer ataque y mató a un policía. La última llamada telefónica grabada de ella fue el 10 de enero, desde la ciudad de Tell Abyad, ya en manos del Estado Islámico. The New York Times declaró que "se dice que ella huyó al extranjero, posiblemente a Siria para intentar unirse al Estado Islámico".
Actualmente está siendo buscada por haber presuntamente ayudado a Coulibaly a cometer sus ataques, y ha sido descrita por los periódicos como "la mujer más buscada de Francia". La policía francesa la describe como "armada y extremadamente peligrosa", con entrenamiento para usar armas de fuego. Un oficial de la policía francesa dijo que Boumeddiene era parte de una célula terrorista de unas ocho personas.
En febrero de 2015, las autoridades francesas estaban investigando si Boumeddiene era la mujer que aparecía en un vídeo publicado por el Estado Islámico el 3 de febrero. El vídeo, titulado "Blow Up France 2", muestra a una mujer parada (a la derecha de la imagen), junto a un portavoz del grupo terrorista, vistiendo ropa de camuflaje y llevando un rifle de asalto. La revista Dabiq, publicación del Estado Islámico, la elogió en una larga entrevista, y Hasna Aitboulahcen, terrorista que fue asesinada en los Atentados de París de noviembre de 2015, era admiradora de ella y la alabó en su perfil de Facebook.
En marzo de 2019, Dorothee Maquere, esposa del terrorista yihadista Fabien Clain, afirmó que Boumeddiene fue asesinada a fines de febrero durante la batalla de Baghuz Fawqani, víctima de un ataque aéreo que uno de los cuarteles del Estado Islámico en el que estaban guarecidos varios yihadistas de origen francés. Tales afirmaciones fueron corroboradas por otros evacuados, sin embargo, no pudieron confirmarse. Un año después, una mujer yihadista francesa de identidad desconocida le dijo a un juez que conoció a Boumeddiene en octubre de 2019 en el campo de refugiados de Al-Hawl, en el norte de Siria, donde se habría instalado bajo una identidad falsa. Los servicios de inteligencia franceses determinaron que tales informaciones podían ser plausibles.
El 16 de diciembre de 2020, un tribunal francés condenó a Boumeddiene in absentia por financiar el terrorismo y pertenecer a una red criminal terrorista con una pena de 30 años de cárcel.